# Trzepnica
Trzepnica [pronunciación en polaco: /tʂɛpˈnit͡sa/] es un pueblo ubicado en el distrito administrativo de Gmina Łęki Szlacheckie, dentro del condado de Piotrków, Voivodato de Łódź, en el centro de Polonia. Se encuentra a unos 7 kilómetros al noroeste de Łęki Szlacheckie, a 21 kilómetros al sur de Piotrków Trybunalski, y a 66 kilómetros al sur de la capital regional Łódź.